# ノヴェドラーテ
ノヴェドラーテ（伊: Novedrate）は、イタリア共和国ロンバルディア州コモ県にある、人口約2,900人の基礎自治体（コムーネ）。

## 地理

### 位置・広がり
コモ県南部のコムーネ。県都コモから南南東へ13km、モンツァから北西へ18km、州都ミラノから北へ27kmの距離にある。

#### 隣接コムーネ
隣接するコムーネは以下の通り。MBはモンツァ・エ・ブリアンツァ県所属。
- フィジーノ・セレンツァ - 北
- マリアーノ・コメンセ - 東
- レンターテ・スル・セーヴェゾ (MB) - 南
- カリマーテ - 西

### 地形・地勢
- 河川：セレンツァ川 (it:Serenza)

### 地震分類
イタリアの地震リスク階級 (it) では、4 に分類される
。